# 司非一
小馬座γ，又名BD+09 4732，HD 201601、SAO 126593、HR 8097，是小馬座的一颗恒星，视星等为4.69，位于銀經59.93，銀緯-24.76，其B1900.0坐标为赤經21h 5m 28.7s，赤緯+9° -24.76′ 43″。